# 城東区 (西寧市)
城東区（じょうとう-く）は中華人民共和国青海省西寧市に位置する市轄区。

## 行政区画
- 街道:東関大街街道、清真巷街道、大衆街街道、周家泉街道、火車站街道、八一路街道、林家崖街道
- 鎮:楽家湾鎮、韻家口鎮